# David C. Douglas
David Charles Douglas (* 5. Januar 1898; † 12. September 1982) war ein britischer Historiker der anglonormannischen Zeit.
Er lehrte an der Universität Cambridge und der Universität Oxford. Er kam als Ford-Dozent für englische Geschichte an die Universität Oxford und war 1940 der Gewinner des James Tait Black Memorial Prize für sein Werk English scholars, 1660–1730. 1949 wurde er zum Mitglied (Fellow) der British Academy gewählt.

## Veröffentlichungen (Auswahl)
- English scholars, 1660–1730, 1939
- English Historical Documents, Band 2: 1042–1189, hrsg. mit George W. Greenaway, 1. Ausgabe 1953, 2. Ausgabe 1981
- The Norman Episcopate before the Norman Conquest, Cambridge Historical Journal, Band 13, Nr. 2.,  S. 101–115.
- William the Conqueror: The Norman Impact Upon England, Mai 1964, ISBN 0-520-00350-0
  - Wilhelm der Eroberer. Hugendubel, Kreuzlingen 2004, ISBN 3-424-01228-9
- The Normans, 2003, als Zusammenfassung von
  - The Norman achievement, 1050–1100, 1969
  - The Norman fate, 1100–1154, 1976